# Temporada da NFL de 1969
A Temporada de 1969 da NFL foi a 50ª temporada regular da National Football League e a última antes da fusão AFL-NFL. Para homenagear a quinquagésima temporada, um logotipo especial de aniversário foi projetado e cada jogador teve colocado em suas camisas uma versão deste logotipo durante toda a temporada.  Pelo acordo feito durante a temporada de 1967, o New Orleans Saints e o New York Giants trocaram de divisões novamente, voltando a divisão de 1967. 
O Monday Night Football foi assinado para 1970. O ABC adquiriu os direitos de transmitir 13 partidas da temporada regular da NFL nas segundas-feiras à noite em 1970, 1971 e 1972.Além disso, George Preston Marshall, presidente emérito do Washigton Redskins faleceu aos 72 anos, no dia 9 de Agosto.
Após derrotar o Dallas Cowboys pelo segundo ano consecutivo na final da Eastern Conference, o Cleveland Browns avançou para enfrentar o Minnesota Vikings, vencedor da Western Conference em cima do Los Angeles Rams, no championship game da NFL, no dia 4 de Janeiro de 1970, no Metropolitan Stadium, em Bloomington. A partira terminou 27 a 7 para o Vikings jogando em casa, consagrando-se campeão da NFL.
Na American Football League (AFL), o Kansas City Chiefs enfrentou o Oakland Raiders e se consagrou o campeão da liga, classificando-se ao Super Bowl IV, na época, conhecido pela quarta edição do AFL–NFL Championship Game, disputado no dia 11 de Janeiro de 1970 no Tulane Stadium entre Minnesota Vikings e Kansas City Chiefs em Nova Orleães, Luisiana. A partida terminou 23 a 7 para o Chiefs.

## Draft
O Draft NFL/AFL para aquela temporada foi realizado entre os dias 28 e 29 de Janeiro de 1969, no Belmont Plaza Hotel, em Nova Iorque. E com a primeira escolha, o Buffalo Bills, selecionou o futuro membro do Pro Football Hall of Fame, O. J. Simpson, running back da Universidade do Sul da Califórnia.

## Classificação Final
Assim ficou a classificação final da National Football League em 1969:
P = Nº de Partidas, V = Vitórias, D = Derrotas, E = Empates, PCT = Porcentagem de vitória, DIV = Recorde de partidas da própria divisão, CONF = Recorde de partidas na própria conferência PF = Pontos a favor, PA = Pontos contra
      - marca os times que levaram o titulo de suas divisões. 
| Eastern Conference  |    |    |   |      |       |       |     |     |
| NFL Capitol         |    |    |   |      |       |       |     |     |
| Time                | V  | D  | E | PCT  | DIV   | CONF  | PF  | PA  |
| Dallas Cowboys      | 11 | 2  | 1 | .846 | 6–0   | 9–1   | 369 | 223 |
| Washington Redskins | 7  | 5  | 2 | .583 | 3–2–1 | 6–3–1 | 307 | 319 |
| New Orleans Saints  | 5  | 9  | 0 | .357 | 1–5   | 4–6   | 311 | 393 |
| Philadelphia Eagles | 4  | 9  | 1 | .308 | 1–4–1 | 4–5–1 | 279 | 377 |
| NFL Century         |    |    |   |      |       |       |     |     |
| Time                | V  | D  | E | PCT  | DIV   | CONF  | PF  | PA  |
| Cleveland Browns    | 10 | 3  | 1 | .769 | 4–1–1 | 8–1–1 | 351 | 300 |
| New York Giants     | 6  | 8  | 0 | .429 | 4–2   | 4–6   | 264 | 298 |
| St. Louis Cardinals | 4  | 9  | 1 | .308 | 3–2–1 | 3–6–1 | 314 | 389 |
| Pittsburgh Steelers | 1  | 13 | 0 | .071 | 0–6   | 0–10  | 218 | 404 |

| Western Conference  |    |    |   |      |     |       |     |     |
| NFL Coastal         |    |    |   |      |     |       |     |     |
| Time                | V  | D  | E | PCT  | DIV | CONF  | PF  | PA  |
| Los Angeles Rams    | 11 | 3  | 0 | .786 | 5–1 | 7–3   | 320 | 243 |
| Baltimore Colts     | 8  | 5  | 1 | .615 | 3–3 | 5–4–1 | 279 | 268 |
| Atlanta Falcons     | 6  | 8  | 0 | .429 | 2–4 | 4–6   | 276 | 268 |
| San Francisco 49ers | 4  | 8  | 2 | .333 | 2–4 | 3–7   | 277 | 319 |
| NFL Central         |    |    |   |      |     |       |     |     |
| Time                | V  | D  | E | PCT  | DIV | CONF  | PF  | PA  |
| Minnesota Vikings   | 12 | 2  | 0 | .857 | 6–0 | 9–1   | 379 | 133 |
| Detroit Lions       | 9  | 4  | 1 | .692 | 3–3 | 6–3–1 | 259 | 188 |
| Green Bay Packers   | 8  | 6  | 0 | .571 | 3–3 | 5–5   | 269 | 221 |
| Chicago Bears       | 1  | 13 | 0 | .071 | 0–6 | 0–10  | 210 | 339 |

## Pós-Temporada

### Playoffs
|  | Partidas de Final de Conferência      | Partidas de Final de Conferência |    |  | NFL Championship Game                       | NFL Championship Game |  |
|  |                                       |                                  |    |  |                                             |                       |  |
|  | 28 de Dezembro – Cotton Bowl          |                                  |    |  |                                             |                       |  |
|  | Cleveland Browns                      | 38                               |    |  |                                             |                       |  |
|  | Dallas Cowboys                        | 14                               |    |  |                                             |                       |  |
|  |                                       |                                  |    |  |                                             |                       |  |
|  |                                       |                                  |    |  | 4 de Janeiro de 1970 – Metropolitan Stadium |                       |  |
|  |                                       |                                  |    |  | Cleveland Browns                            | 7                     |  |
|  |                                       | Minnesota Vikings                | 27 |  |                                             |                       |  |
|  |                                       |                                  |    |  |                                             |                       |  |
|  |                                       |                                  |    |  |                                             |                       |  |
|  |                                       |                                  |    |  |                                             |                       |  |
|  | 27 de Dezembro – Metropolitan Stadium |                                  |    |  |                                             |                       |  |
|  | Los Angeles Rams                      | 20                               |    |  |                                             |                       |  |
|  | Minnesota Vikings                     | 23                               |    |  |                                             |                       |  |

### AFL–NFL World Championship Game
O quarto e último AFL-NFL World Championsip Game foi disputado entre o Minnesota Vikings e Kansas City Chiefs em 11 de Janeiro de 1970 no Tulane Stadium; e terminou com a vitória do Chiefs por 23 a 7.

## Líderes em estatísticas da Liga
| Estatística                                  | Nome             | Equipe              | Total |
| -------------------------------------------- | ---------------- | ------------------- | ----- |
| Passando                                     |                  |                     |       |
| Jardas de Passe                              | Sonny Jurgensen  | Washigton Redskins  | 3102  |
| Passes para TD                               | Roman Gabriel    | Los Angeles Rams    | 24    |
| % de Passes Completos                        | Bart Starr       | Green Bay Packers   | .622  |
| Correndo                                     |                  |                     |       |
| Jardas Corridas                              | Gale Sayers      | Chicago Bears       | 1032  |
| Corridas para TD                             | Tom Matte        | Baltimore Colts     | 11    |
| Recebendo                                    |                  |                     |       |
| Jardas Recebidas                             | Harold Jackson   | Philadelphia Eagles | 1074  |
| Nº de Recepções                              | Danny Abramowicz | New Orleans Saints  | 73    |
| Recepções para TD                            | Lance Rentzel    | Dallas Cowboys      | 13    |
| Defesa                                       |                  |                     |       |
| Interceptações                               | Mel Renfro       | Dallas Cowboys      | 10    |
| Times Especiais                              |                  |                     |       |
| Média de Punt                                | David Lee        | Baltimore Colts     | 45.3  |
| Números coletados do Pro Football Reference. |                  |                     |       |

## Prêmios

### Jogador Mais Valioso
| Prêmio                       | Premiado      | Posição | Franquia         | Ref    |
| ---------------------------- | ------------- | ------- | ---------------- | ------ |
| AP NFL Jogador Mais Valioso  | Roman Gabriel | QB      | Los Angeles Rams | [ 15 ] |
| UPI NFL Jogador Mais Valioso | Roman Gabriel | QB      | Los Angeles Rams | [ 16 ] |
| NEA NFL Jogador Mais Valioso | Roman Gabriel | QB      | Los Angeles Rams | [ 17 ] |
| Jim Thorpe Trophy            | Roman Gabriel | QB      | Los Angeles Rams | [ 18 ] |

### Treinador do Ano
| Prêmio                  | Premiado  | Franquia          | Ref    |
| ----------------------- | --------- | ----------------- | ------ |
| AP NFL Treinador do Ano | Bud Grant | Minnesota Vikings | [ 19 ] |

### Calouro do Ano
| Prêmio                | Tipo      | Premiado    | Posição | Franquia            | Ref    |
| --------------------- | --------- | ----------- | ------- | ------------------- | ------ |
| AP NFL Calouro do Ano | Ofensivo  | Calvin Hill | RB      | Dallas Cowboys      | [ 20 ] |
| AP NFL Calouro do Ano | Defensivo | Joe Greene  | DT      | Pittsburgh Steelers | [ 18 ] |

## Troca de Treinadore
- Pittsburgh Steelers: Bill Austin foi substituído por Chuck Noll.[21]
- New York Giants: Allie Sherman foi substituída por Alex Webster.[22]
- Philadelphia Eagles: Joe Kuharich foi substituído por Jerry Williams.[23]
- Washington Redskins: Otto Graham foi substituído por Vince Lombardi.[24]

## Biografia
- NFL Record and Fact Book (ISBN 1-932994-36-X)
- NFL History 1931–1940 (Last accessed December 4, 2005)
- Total Football: The Official Encyclopedia of the National Football League (ISBN 0-06-270174-6)